# 叠氮化铍
叠氮化铍是一种无机化合物，化学式为Be(N3)2。

## 制备
叠氮化铍可以由氯化铍和纯的三甲基叠氮硅烷反应得到：
BeCl2 + 2Me3SiN3 → Be(N3)2 + 2Me3SiCl
此外，二甲基铍在干乙醚中和叠氮酸于−116 °C反应也能得到叠氮化铍：
Be(CH3)2 + 2HN3 → Be(N3)2 + 2CH4

## 结构
根据红外光谱及拉曼光谱，叠氮化铍的结构是无限链状结构，四面体配位的Be2+离子由末端桥联的N3−连接。